# Sidusa femoralis
Sidusa femoralis är en spindelart som beskrevs av Banks 1909. Sidusa femoralis ingår i släktet Sidusa och familjen hoppspindlar. Inga underarter finns listade i Catalogue of Life.